# Artéria espinal posterior
A artéria espinal posterior é uma artéria da cabeça.